# North Carolina
North Carolina hay Bắc Carolina (/ˌkærəˈlaɪnə/ ⓘ KARR-ə-LIE-nə) là một tiểu bang ở vùng Đông Nam Hoa Kỳ. Bắc Carolina là bang lớn thứ 28 và đông dân thứ 9 trong số 50 bang của Hoa Kỳ. Tiểu bang này giáp với Virginia về phía bắc, Đại Tây Dương ở phía đông, Georgia và Nam Carolina về phía nam, và Tennessee về phía tây. Raleigh là thủ phủ của bang và Charlotte là thành phố lớn nhất của nó. Vùng đô thị Charlotte, với dân số ước tính là 2.569.213 người vào năm 2018, là vùng đô thị đông dân nhất ở Bắc Carolina, đông dân thứ 23 ở Hoa Kỳ và là trung tâm ngân hàng lớn nhất trên toàn quốc sau Thành phố New York. Khu vực thống kê kết hợp Raleigh-Durham-Cary là khu vực đô thị lớn thứ hai trong tiểu bang, với dân số ước tính là 2.079.687 người vào năm 2019 và là nơi có công viên nghiên cứu lớn nhất ở Hoa Kỳ, Công viên Tam giác nghiên cứu.
North Carolina được thành lập như một thuộc địa hoàng gia vào năm 1729 và là một trong Mười ba Thuộc địa ban đầu. North Carolina được đặt tên để vinh danh Vua Charles I của Anh, người đầu tiên thành lập thuộc địa Anh, với Carolus trong tiếng Latinh có nghĩa là "Charles". Nghị quyết Halifax Resolves được North Carolina thông qua vào ngày 12 tháng 4 năm 1776, là lời kêu gọi chính thức đầu tiên đòi độc lập khỏi Vương quốc Anh trong cuộc Cách mạng Hoa Kỳ. Vào ngày 21 tháng 11 năm 1789, Bắc Carolina trở thành tiểu bang thứ 12 phê chuẩn Hiến pháp Hoa Kỳ. Trước Nội chiến Hoa Kỳ, Bắc Carolina tuyên bố ly khai khỏi Liên minh vào ngày 20 tháng 5 năm 1861, trở thành tiểu bang thứ 10 trong số mười một tiểu bang gia nhập Liên bang miền Nam. Sau Nội chiến, tiểu bang được khôi phục vào Liên bang vào ngày 4 tháng 7 năm 1868. Vào ngày 17 tháng 12 năm 1903, Orville và Wilbur Wright đã lái thử thành công chuyến bay có điều khiển, liên tục đầu tiên trên thế giới của một chiếc máy bay có động cơ, nặng hơn không khí tại Kill Devil Hills ở Outer Banks của North Carolina. North Carolina sử dụng khẩu hiệu "First in Flight" trên biển số xe của bang để kỷ niệm thành tích này, cùng với một thiết kế thay thế mới hơn mang khẩu hiệu "First in Freedom" liên quan đến Tuyên bố Mecklenburg và Halifax Resolves.
Bắc Carolina được xác định với một loạt các điểm cao và cảnh quan. Từ tây sang đông, độ cao của Bắc Carolina giảm dần từ Dãy núi Appalachia đến Piedmont và đồng bằng ven biển Đại Tây Dương. Núi Mitchell ở Bắc Carolina ở độ cao 6.684 feet (2.037m) là điểm cao nhất ở phía đông Bắc Mỹ của sông Mississippi. Phần lớn bang này nằm trong vùng khí hậu cận nhiệt đới ẩm; tuy nhiên, miền núi phía tây của bang có khí hậu cận nhiệt đới cao nguyên.
Đây là nơi sinh của các Tổng thống James K. Polk (tại Pineville) và Andrew Johnson (tại Raleigh).

## Địa lý
North Carolina giáp với South Carolina về phía nam; với Georgia về phía tây nam; với Tennessee về phía tây; với Virginia về phía bắc; và Đại Tây Dương về phía đông.

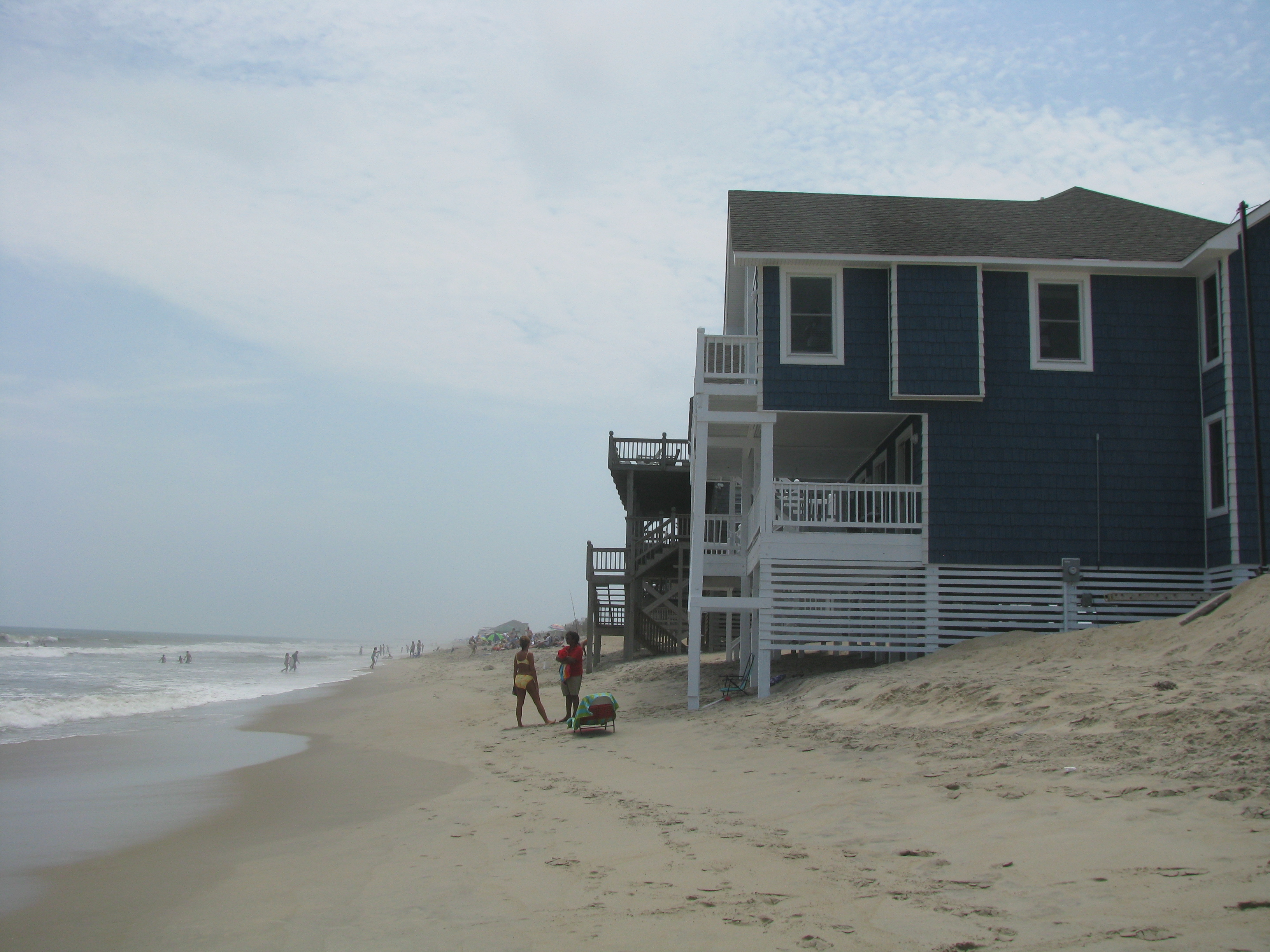
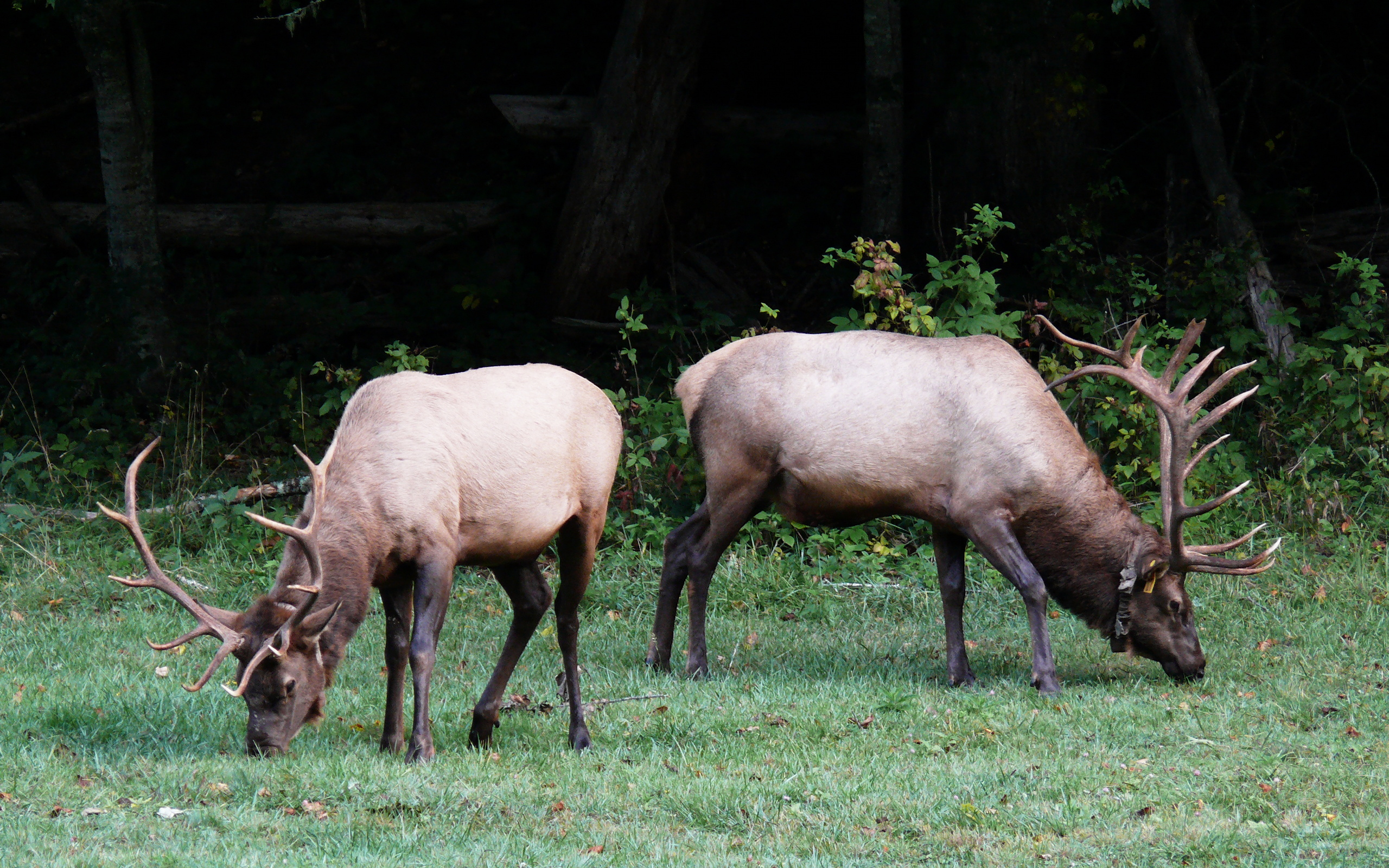
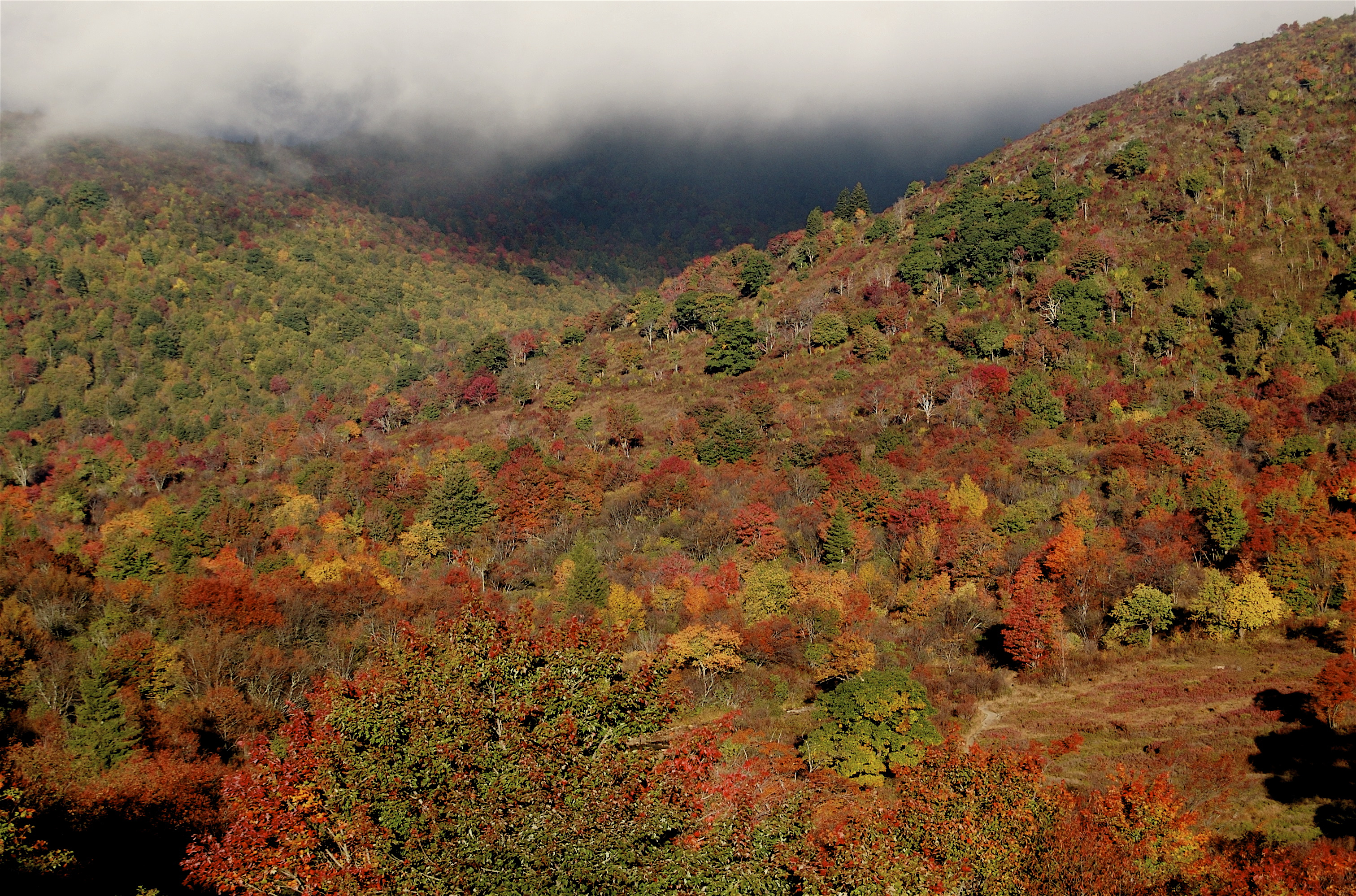